# プロジェクトマネジャー
- プロジェクトマネージャ
- プロジェクトマネージャー

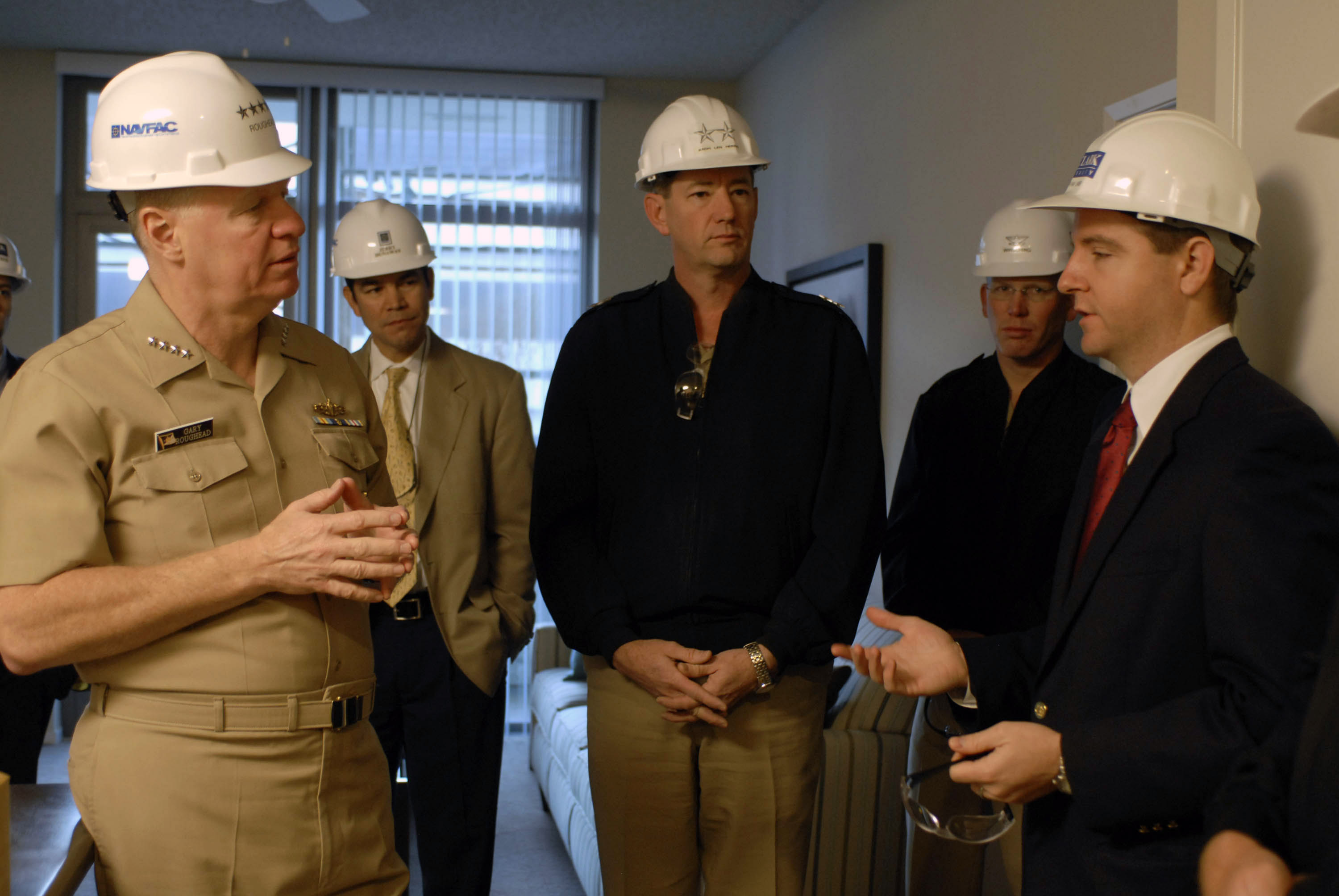
米国海軍 080111-N-8273J-033 海軍作戦部長 (CNO) ゲイリールーヘッド提督（左）がプロジェクトマネジャーと会話

プロジェクトマネジャー（英語：project manager）は、プロジェクトマネジメントにおいて総合的な責任を持つ職能あるいは職務である。プロマネ (PM) の略称も広く用いられる。
定義された範囲と期間を有するあらゆる事業で、プロジェクト (PJ) の計画、調達、実行の責任を負う。プロジェクトの代表者として、各部門で発生する問題を最初に報告を受けて解決を図る。
プロジェクトマネジメントがプロジェクトマネジャーの責務で、最終結果を生み出す活動に直接参加すしないが、失敗リスク低減、利益最大化、コスト最小化、進捗管理、関係者調整などタスク維持に努める。

## 概要
プロジェクトの目的を達成する責任者で、おもなプロジェクト管理責任を下記する。
- 明確で、有用で、達成可能なプロジェクト目標を定義し、伝達する
- 労働力、必要な情報、さまざまな合意、プロジェクトの目的を達成するために必要な材料または技術などのプロジェクト要件を調達する
- コスト、時間、範囲、品質など、プロジェクト管理の三角形の制約を管理する

プロジェクトマネジャーはクライアントの代表者であり、クライアントが代表している組織の知識に基づいて、クライアントの正確なニーズを判断して実装する必要がある。
クライアントのさまざまな内部手順に適応し、指名された代表者と緊密なリンクを形成する能力は、コスト、時間、品質、そして何よりもクライアントの満足度の重要な問題を確実に実現するために不可欠となる。
プロジェクトマネジャーにはドメインの専門知識に加えて、系統的な経営管理能力は勿論、透徹とした質問を発し、暗黙の前提を発見し、プロジェクトチームの意見をまとめ上げる能力が必須となる。
プロジェクトマネジャーの職務で鍵となるのは、プロジェクトの実行に影響を与えるリスクを認識することと同時にそのリスクをプロジェクト期間を通じて公式・非公式に見積もらなければならないことを理解することである。
リスクは主として不確実性から発生する。プロジェクトマネジメントにおいて、不確実性を「リスク要因」、発生する問題を「リスク」と称する。おもな関心事としてリスク対策に集中して取り組むことが成功するプロジェクトマネジャーの条件とされる。プロジェクトに影響を与える問題の多くが様々なリスク要因から発生する。優れたプロジェクトマネジャーは、開かれたコミュニケーションの方針を順守して全ての重要な関係者に意見と関心を述べる機会を与え、リスク低減を図る。これらのリスクコントロールで不確実的ながら極小化させて意思決定に責任を持つことがプロジェクトマネジャーの責務とされる。
- プロジェクトの総合的な責任者である事も。プロジェクトの進行およびプロジェクトの成果に責任持つ。
- 求められた範囲や予算でプロジェクトを進行するためにメンバーと論議し、利益を上げる明確なビジョンを設定し、目標達成へプロジェクトを推進する。
- 誰が何をやるかといった指導を行うだけでなく浮き上がって来た課題の整理整頓も行うが、いかに用意周到に事前の検討を行ったとしてもすべてを正確に識別して対応策を用意する事は実質上不可能である事を前提にし、損害を出さないよう速やかに自ら対応策をその都度実行していかなくてはならない。
- 論議そのものはプロジェクト全員が行う作業であるのでマネージャの専有業務ではないがその際に知りえた情報を自分だけに留めず、その都度プロジェクト全体で情報を共有する様にする役割をも持ちプロジェクトのメンバーからの意見を汲み上げ円滑に進められる様にプロジェクトの改良をしながら成果を出す事が求められる。

## プロジェクトマネジメントの重要事項
- プロジェクトが重要である理由を特定する
- 成果物の品質を指定する
- リソースの見積もり
- タイムスケール
- 投資、企業契約および資金調達
- プロジェクトへの管理計画の実施
- チームビルディングとモチベーション
- リスク評価とプロジェクトの変更
- 持続的なプロジェクトを維持する
- モニタリング
- 利害関係者の管理
- プロバイダー管理
- プロジェクトのクロージング[2]

プロジェクトツール
プロジェクトを管理するためのツール、知識、および技法は、多くの場合でプロジェクト管理に固有で、作業分解図、クリティカルパス分析、アーンド・バリュー・マネジメントなどがある。
一般に優れるとされるツールや手法を理解して適用するだけでは、効果的なプロジェクト管理は不十分である。効果的なプロジェクトマネジメントは、プロジェクトマネジャーが少なくとも4つの専門分野の知識と能力を理解して使用する必要がある。PMBOK 、アプリケーション領域の知識、プロジェクト管理、一般管理能力、プロジェクト環境管理のISO準拠。
プロジェクト管理者とそのプロジェクトの実行を支援するプロジェクト管理ソフトウェアのオプションも多数存在する。
プロジェクトチーム
効果的なチームを採用して構築する場合、マネージャは各人の技術的スキルだけでなく、労働者間の重要な役割と化学的性質も考慮する必要がある。プロジェクトチームはおもに、プロジェクトマネージャ、コアチーム、契約チーム、の3コンポーネントがある。
リスク
プロジェクトに影響を与えるプロジェクトマネジメントの問題のほとんどはリスクから発生し、リスクは不確実性から発生する。
成功したプロジェクトマネジャーは、これを主な関心事として重視し、多くの場合、オープンコミュニケーションのポリシーを順守し、プロジェクト参加者が意見や懸念を表明できるようにすることで、リスクを大幅に削減しようとする。

## 責任
チーム全員が自分の役割を理解して実行し、役割に応じた権限を与えられてサポートされていると認識し、ほかのチームメンバーの役割を把握し、それらの役割が実行される信念に基づいて行動することを保証する責任がある。 業界、会社の規模、会社の成熟度、会社の文化などにより異なる場合もあるが、すべてのプロジェクトマネジャーに共通する責任範囲を下記する。
- プロジェクト計画の作成
- プロジェクトの利害関係者の管理
- コミュニケーションの管理
- プロジェクトチームの管理
- プロジェクトリスクの管理
- プロジェクトスケジュールの管理
- プロジェクト予算の管理
- プロジェクトの競合の管理
- プロジェクトデリバリーの管理
- 契約管理

## 業界別
- 建築プロジェクトマネージャ
- 土木プロジェクトマネージャ
- エンジニアリングプロジェクトマネージャ
- 保険金請求プロジェクトマネージャ
- ITプロジェクトマネージャ
  - ソフトウェアプロジェクトマネージャ
  - ITインフラストラクチャプロジェクト管理